# Минусинск
Минуси́нск — город в Красноярском крае России. Административный центр Минусинского района. Образует городской округ город Минусинск. В состав города входит посёлок Зелёный Бор, в котором расположена железнодорожная станция Минусинск.
Население 68 603 чел. (2024).
Город расположен на обоих берегах Минусинской протоки реки Енисей, в 12 км от одноимённой железнодорожной станции, в 17 км по прямой от столицы Республики Хакасия города Абакана, в 288 км по прямой северо-западнее столицы Республики Тува города Кызыла, в 267 км по прямой южнее краевого центра — города Красноярска.
Один из старинных городов Восточной Сибири. Расположен в центре обширной лесостепной Минусинской котловины, окружённой со всех сторон горами. 5 мая 2025 года городу присвоено  почётное звание Красноярского края «Населённый пункт трудовой доблести».

## Этимология
Наименование города Минусинск происходит от гидронима Минуса, которое имеет тюркское происхождение. Название реки производят от тюркских слов мин — «тысяча» (в значении множество, обилие) и су «вода», либо от тюркского мин «много» и монгольского ус «река».

## История
Город был основан в 1739 году при впадении речки Минусы в судоходный проток Енисея, как село Миньюсинское (позже — Минусинское) как результат расширения южно-восточного фронтира Российской империи, формируемого радиально от города-крепости Томска. Ранее близ современного Минусинска так был возведён Абаканский острог (в районе современного Краснотуранска), а следом, годами позже,  районе современно— острог Абаканск (ныне город Абакан).
В 1797 году село Минусинское становится центром Минусинской волости Томского уезда Томской области. До конца XVIII столетия Сибирь претерпела ряд административно-территориальных изменений. Например, в 1782 году данная территория вошла в состав Томского уезда Томской области, затем в 1797 году на несколько лет Томская и Тобольская области были объединены в Тобольскую губернию, — в том числе в которую причислили и абаканские остроги Кузнецкого уезда.
После образования в 1822 году Енисейской губернии с центром в Красноярске Минусинск получил статус города и окружного (уездного) центра. Минусинский округ (уезд) объединял 4 волости: Минусинскую, Абаканскую и Новосёловскую, переданные сюда из состава Кузнецкого округа Томской губернии. В состав округа (уезда) также была включены Курагинская волость и южноенисейская Шушенская волость.
В 1823 году в городе жило 787 человек, из них 156 ссыльных. Минусинск был местом отбывания наказания для офицеров-декабристов.
«Золотая лихорадка» 1830-х — 1840-х годов на юге Енисейской губернии оживила город. Росло население — с 1823 по 1851 год оно увеличилось в 2,5 раза (с 800 до 2 тысяч человек), а с 1851 по 1897 год — в пять раз (до 10,2 тысяч человек). С развитием золотопромышленности и заселением Минусинской котловины город становится главным инфраструктурным, торговым и культурным центром большого и развитого сельскохозяйственного региона.
В 1898 году стал административным центром Минусинского уезда (существовал по 1925 год) Енисейской губернии.
В декабре 1925 года город становится центром Минусинского округа — административно-территориальной единицы Сибирского края (краевой центр Новосибирск), существовавшего в 1925—1930 годах. В округ входили 6 районов: Абаканский, Бейский, Ермаковский (Ленинский), Идринский, Каратузский, Курагинский, Минусинский, Усинский. 30 июля 1930 года Минусинский округ, как и большинство остальных округов СССР, был упразднён. Его районы перешли в прямое подчинение Западно-Сибирскому краю с центром в Новосибирске. В конце 1934 года из состава Западно-Сибирского края выделились города и районы, образовавшие Красноярский край. 11 мая 1942 года Минусинск получил статус города краевого подчинения.
5 мая 2025 года город Минусинск указом губернатора Красноярского края Михаила Котюкова был награждён званием «Город трудовой доблести».

## Флаг и герб
Официальные символы Минусинска утверждены решением городского Совета депутатов от 24.12.2020 № 37-219р. Внесены в Государственный геральдический регистр Российской Федерации под № 13284.
Современный герб города Минусинска разработан на основе исторического герба от 19 ноября (1 декабря) 1854 года. Описание современного герба города звучит так: «В лазоревом поле шествующий золотой конь».
Щит разделён на две равные части, в верхней половине изображён Енисейский губернский герб («В червлёном щите золотой лев с лазоревыми глазами и языком и чёрными когтями, держащий в правой лапе золотую лопату, в левой таковой же серп»), а в нижней, на лазоревом поле, бегущий конь. Щит украшен золотой городской короной.
Конь — это символ движения, развития, верного друга и надежного помощника. Лазоревый (синий) цвет — символ величия, славы, символ воды и неба. Золото (жёлтый цвет) — символ богатства, стабильности, солнечного цвета.
Флаг города Минусинска представляет собой прямоугольное двухстороннее синее полотнище (соотношение длины и ширины 2х3). В центр помещена выполненная жёлтым цветом фигура коня из герба, торжественно шествующего по направлению к древку флага.

## География и климат
Минусинск расположен в южной части Красноярского края, в центре лесостепной Минусинской котловины, на правом берегу реки Енисей. Город является самым крупным муниципальным образованием на юге края. Расстояние до краевого центра, города Красноярска 433 км по трассе. Площадь территории 60 500 тыс. м². Минусинск расположен по обоим берегам Минусинской протоки Енисея. Протока делит город на две части: старую, сохранившую черты сибирского города XIX в., и новую, где расположены современные многоэтажные микрорайоны. Историческая часть города включает в себя элементы природного ландшафта.
Минусинск расположен в зоне умеренного климата, с относительно тёплым и продолжительным летом и достаточным количеством атмосферных осадков
В 1970-е годы, в связи с созданием Красноярского и Саяно-Шушенского водохранилищ, климат в Минусинской котловине, как и на всём юге края, начинает меняться в сторону уменьшения континентальности и увеличения влажности.
| Показатель                    | Янв.  | Фев.  | Март  | Апр.  | Май   | Июнь | Июль | Авг. | Сен.  | Окт. | Нояб. | Дек.  | Год   |
| ----------------------------- | ----- | ----- | ----- | ----- | ----- | ---- | ---- | ---- | ----- | ---- | ----- | ----- | ----- |
| Абсолютный максимум, °C       | 6,7   | 9,6   | 24,2  | 33,0  | 37,7  | 38,2 | 39,3 | 37,7 | 35,2  | 25,8 | 16,1  | 7,0   | 39,3  |
| Средний суточный максимум, °C | −11,2 | −7,4  | 1,5   | 11,6  | 20,0  | 24,9 | 27,1 | 24,5 | 17,4  | 8,9  | −1,7  | −9,1  | 8,9   |
| Средняя температура, °C       | −17,6 | −15,3 | −5,9  | 4,0   | 11,9  | 17,4 | 20,0 | 17,0 | 10,0  | 2,5  | −6,9  | −14,5 | 1,9   |
| Средний суточный минимум, °C  | −23,1 | −21,8 | −12,5 | −2,5  | 4,2   | 10,3 | 13,4 | 10,5 | 4,1   | −2,4 | −11,4 | −19,7 | −4,2  |
| Абсолютный минимум, °C        | −52,2 | −50,3 | −46,7 | −32,3 | −10,9 | −3,5 | 2,7  | −2,8 | −11,5 | −24  | −42,9 | −49,4 | −52,2 |
| Норма осадков, мм             | 9     | 7     | 7     | 18    | 33    | 62   | 67   | 64   | 46    | 25   | 14    | 11    | 362   |
| Источник: Погода и Климат     |       |       |       |       |       |      |      |      |       |      |       |       |       |

## Часовой пояс
Город Минусинск, как и весь Красноярский край, находится в часовом поясе, обозначаемом по международному стандарту как Красноярское время. Смещение относительно UTC составляет +7:00 (KRAST, летнее время, после перевода часов весной 2011 года эта процедура была упразднена правительством РФ). Относительно Московского времени часовой пояс имеет постоянное смещение +4 часа и обозначается в России соответственно как MSK+4.

## Население
| 1856    | 1897    | 1914    | 1926    | 1931    | 1939    | 1959    | 1967    | 1970    |
| ------- | ------- | ------- | ------- | ------- | ------- | ------- | ------- | ------- |
| 2200    | ↗10 231 | ↗15 000 | ↗20 400 | ↘19 900 | ↗31 354 | ↗38 318 | ↗42 000 | ↘40 763 |
| 1979    | 1982    | 1986    | 1987    | 1989    | 1992    | 1996    | 1998    | 2000    |
| ↗56 237 | ↗65 000 | ↗71 000 | ↗72 000 | ↗72 942 | ↗74 400 | ↘73 800 | →73 800 | ↘71 800 |
| 2001    | 2002    | 2003    | 2005    | 2006    | 2007    | 2008    | 2009    | 2010    |
| ↘70 000 | ↗72 561 | ↗72 600 | ↘68 700 | ↘67 400 | ↘67 100 | ↘66 800 | ↘66 402 | ↗71 170 |
| 2011    | 2012    | 2013    | 2014    | 2015    | 2016    | 2017    | 2018    | 2020    |
| ↗71 200 | ↘70 111 | ↘69 263 | ↘68 867 | ↘68 270 | ↗68 309 | ↗68 410 | ↘68 007 | ↘67 912 |
| 2021    | 2024    |         |         |         |         |         |         |         |
| ↗70 089 | ↘68 603 |         |         |         |         |         |         |         |

На 1 января 2025 года по численности населения город находился на 236-м месте из 1124 городов Российской Федерации.
В 1820-е годы ссыльные составляют вторую по численности группу жителей Минусинска. В результате сталинских репрессий 1930—1940-х годов, миграций, спровоцированных политической обстановкой, жертв, понесённых горожанами в Великую Отечественную войну, 20-тысячное население города поменяло свой состав на 75—90 %.
Демография
В 2001 году на 1000 жителей города родилось 10,6 человек, умерло — 18.
Национальный состав
По переписи 1897 года, Минусинск был самым мононациональным городом из 3-х крупнейших городов Енисейской губернии (включая Красноярск и Енисейск). 91,9 % жителей были русскими, 2,9 % — украинцами и 1,8 % — «татарами» (эта перепись не различала татар, хакасов, шорцев и т. д.).

## Совет депутатов
VII созыв городского Совета был избран в единый день голосования 2022 года по смешанной, мажоритарно-пропорциональной системе. В состав вошло 22 депутата — 11 по мажоритарной системе, 11 по пропорциональной системе с барьером в 5 %.
| Партия              | По округам | По списку | Результат |
| ------------------- | ---------- | --------- | --------- |
| Единая Россия       | 11         | 6         | 17        |
| КПРФ                | 0          | 2         | 2         |
| Зелёные             | 0          | 1         | 1         |
| ЛДПР                | 0          | 1         | 1         |
| Справедливая Россия | 0          | 1         | 1         |
|                     | 11         | 11        | 22        |

Председателем Минусинского городского Совета депутатов с 5 октября 2022 года является Лариса Ивановна Чумаченко.

## Глава города
Глава города — высшее должностное лицо города Минусинска, наделённое согласно уставу собственной компетенцией по решению вопросов местного значения, возглавляющее деятельность по осуществлению местного самоуправления на территории Минусинска. Глава города избирается Минусинским городским Советом депутатов из числа кандидатов, представленных конкурсной комиссией по результатам конкурса, и возглавляет местную администрацию.
- Меркулов Дмитрий Николаевич. Дата избрания: 7 мая 2024 года. Дата вступления в должность: 8 мая 2024. Срок полномочий: 5 лет.

## Архитектура города

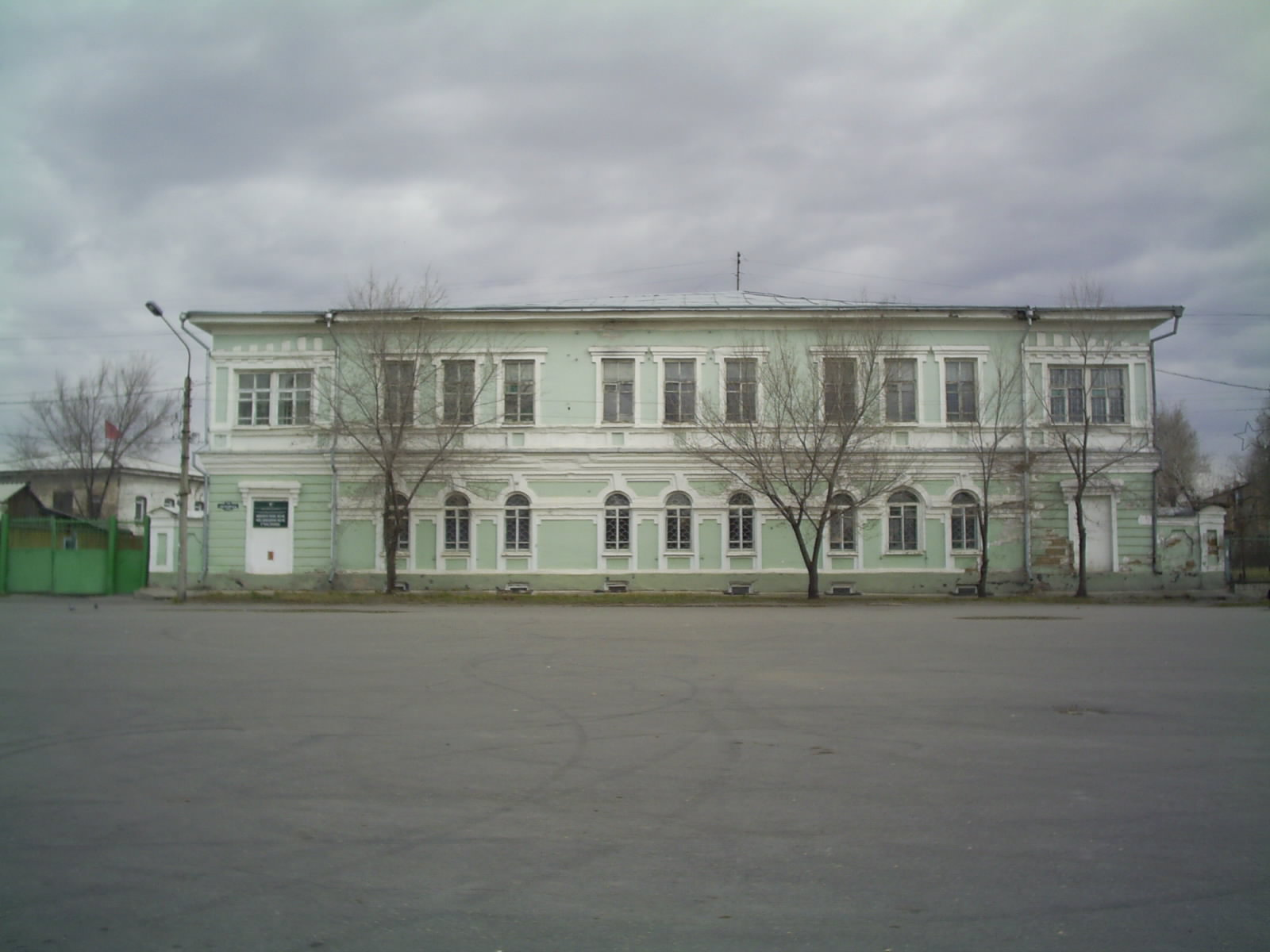
Дом купчихи Беловой, ныне медицинский колледж

В 1844 году был утверждён первый план застройки города (то есть, его северной части).
Архитектурную доминанту города задали возвышающиеся над городом ярусная колокольня и купол церкви Спаса Нерукотворного (1803—1813, 1904), построенные не так далеко от набережной протоки Енисея. За церковью находилась главная площадь города Гостинодворская, застроенная по периметру 2-этажными зданиями. Здесь находился Гостиный двор, ряды лавок с балаганами, кладовые казначейства, присутственные места, несколько жилых домов и, главный среди них, дом купчихи Беловой (1854, первое каменное здание в городе).
Дом Вильнера занимает доминирующее положение в архитектурном ансамбле старого центра Минусинска. С лёгкой руки историков прошлого столетия стиль назывался «сибирским барокко», а сам дом «сибирским Малым Зимним дворцом». Реставрация закончена в сентябре 2022 года. Сейчас в отреставрированном доме Вильнера расположен Минусинский колледж культуры и искусства. 
В память о событиях гражданской войны в городе были названы улицы Утро-Сентябрьская, Тальская, Манская, Канская, Ачинская, Кравченко, Сургуладзе. В 1951 году в городе установлен памятник помощнику главкома партизанской армии П. Е. Щетинкину.

## Культура
В 2012 году Минусинск являлся культурной столицей Красноярского края.
Театр

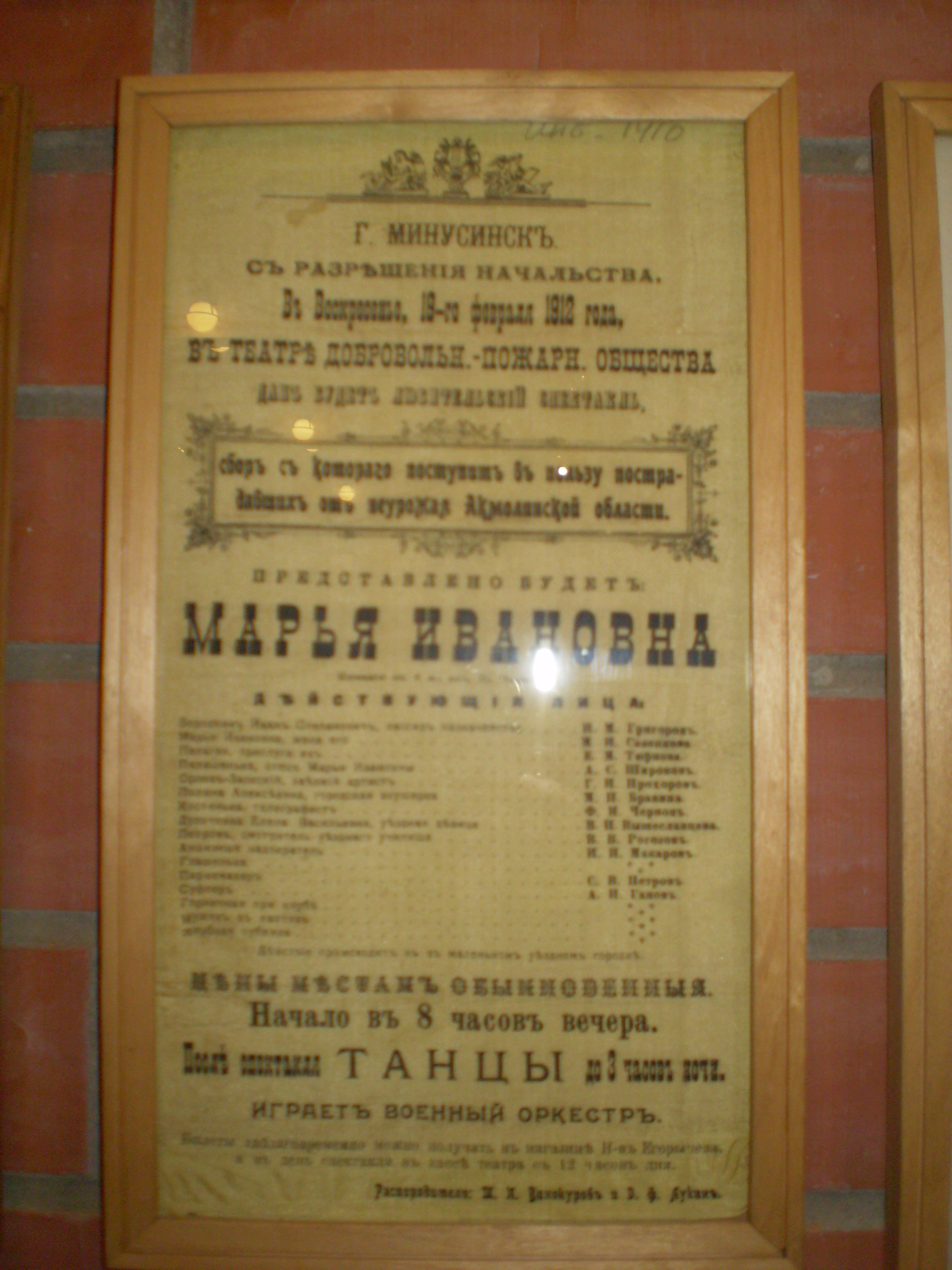
Театральная афиша. 18 февраля 1912 года. После спектакля танцы до 3 часов ночи. Экспонат Красноярского краеведческого музея.

В 1882 году создано любительское театральное общество — ныне Минусинский драматический театр. В том же году поставлен первый спектакль «Без вины виноватые» по драме А. Н. Островского. У истоков рождения театра стоял режиссёр-непрофессионал А. С. Широков. В 1890-е годы по инициативе ссыльного Ф. Я. Кона на средства, главным образом, пожарного общества было построено здание, второй этаж которого отдали театру, а первый занимала пожарная часть. В этом здании до сего дня работает современный Минусинский драматический театр (в 1920—1930-е годы именовался Совтеатром).
В годы Великой Отечественной войны во время оккупации Ставрополя немецкими войсками Ставропольский театр драмы был эвакуирован в Минусинск. В разные годы в театре работали писатели В. Г. Ян, С. В. Сартаков, режиссёры Л. Л. Оболенский, В. П. Пашнин, актёры И. П. Шмыков (в труппе с 1922 года), Н. К. Гудзенко (в труппе с 1935 года), А. Н. Венгржиновский, А. И. Ганчин, А. А. Гордон, А. В. Панин, А. В. Потылицын.
Вехами в работе театра явились спектакли «Василиса Мелентьева» А. Н. Островского, «Царь Фёдор Иоаннович» А. К. Толстого, «Гибель эскадры» А. Корнейчука, «Судьба» П. Проскурина, «В списках не значился…» Б. Васильева, «Наедине со всеми» А. Гельмана, «Долги наши» Э. Володарского, «Любовь в Старо-Короткино» В. Липатова, «Женщина на пристани» А. Галиева, «Вожак» З. Станку. В 1980-е годы здесь впервые был поставлен спектакль «Хмель» по роману Алексея Черкасова, отмеченный в 1986 году Государственной премией РСФСР им. К. С. Станиславского (постановка В. П. Пашнина), и его 2-я часть спектакль «Корни и листья».
Музеи, галереи, выставочные залы
Главная достопримечательность города — Минусинский краеведческий музей им. Н. М. Мартьянова, основанный в 1877 году (это один из старейших в Сибири и первый музей в Енисейской губернии). Также в городе имеются Музей декабристов, Минусинская художественная картинная галерея и Музей «Автомобили и мототехника СССР».
Мемориалы и памятники в городе Минусинске
В 1920—1930-е годы Минусинск стал крупным сельскохозяйственным центром края. В годы Великой Отечественной войны более 4 тысяч минусинцев полегли на полях сражений. В настоящий момент в городе проживает 744 человека, реабилитированных от политических репрессий.

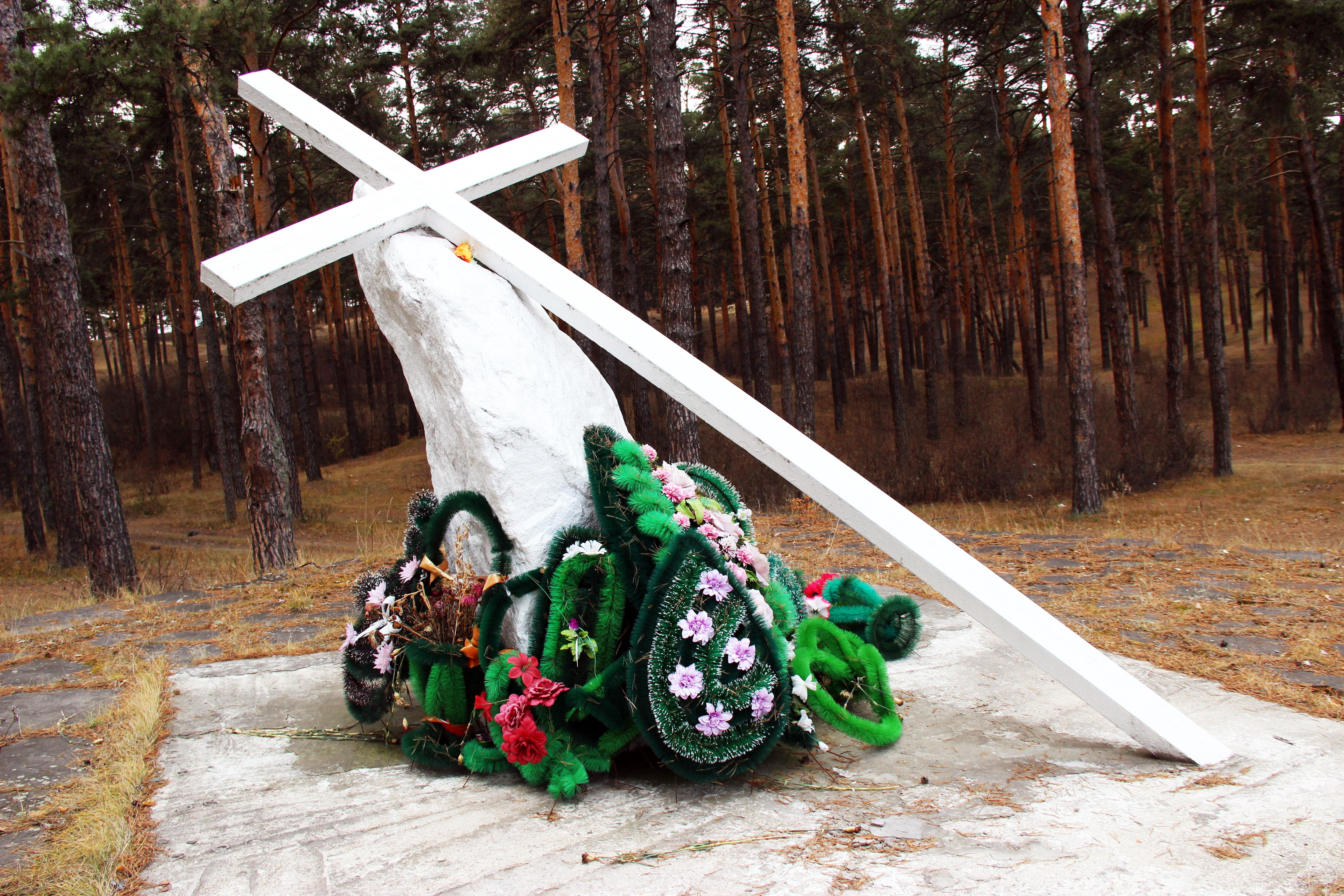
Памятник жертвам политических репрессий в бору на горе Лысуха (окраина Минусинска).
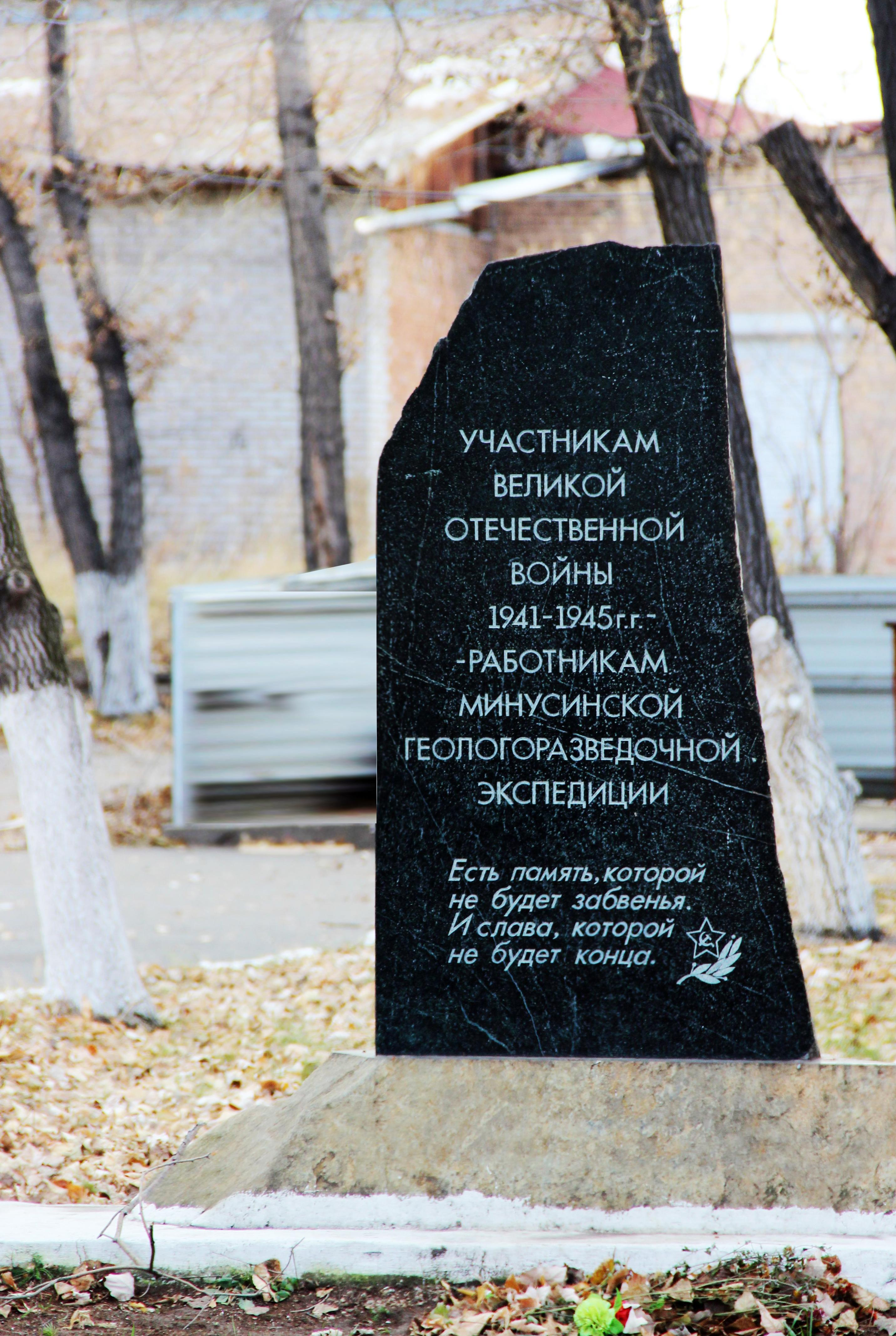
Памятник работникам геологоразведочной экспедиции — участникам Великой Отечественной войны 1941-1945 гг.
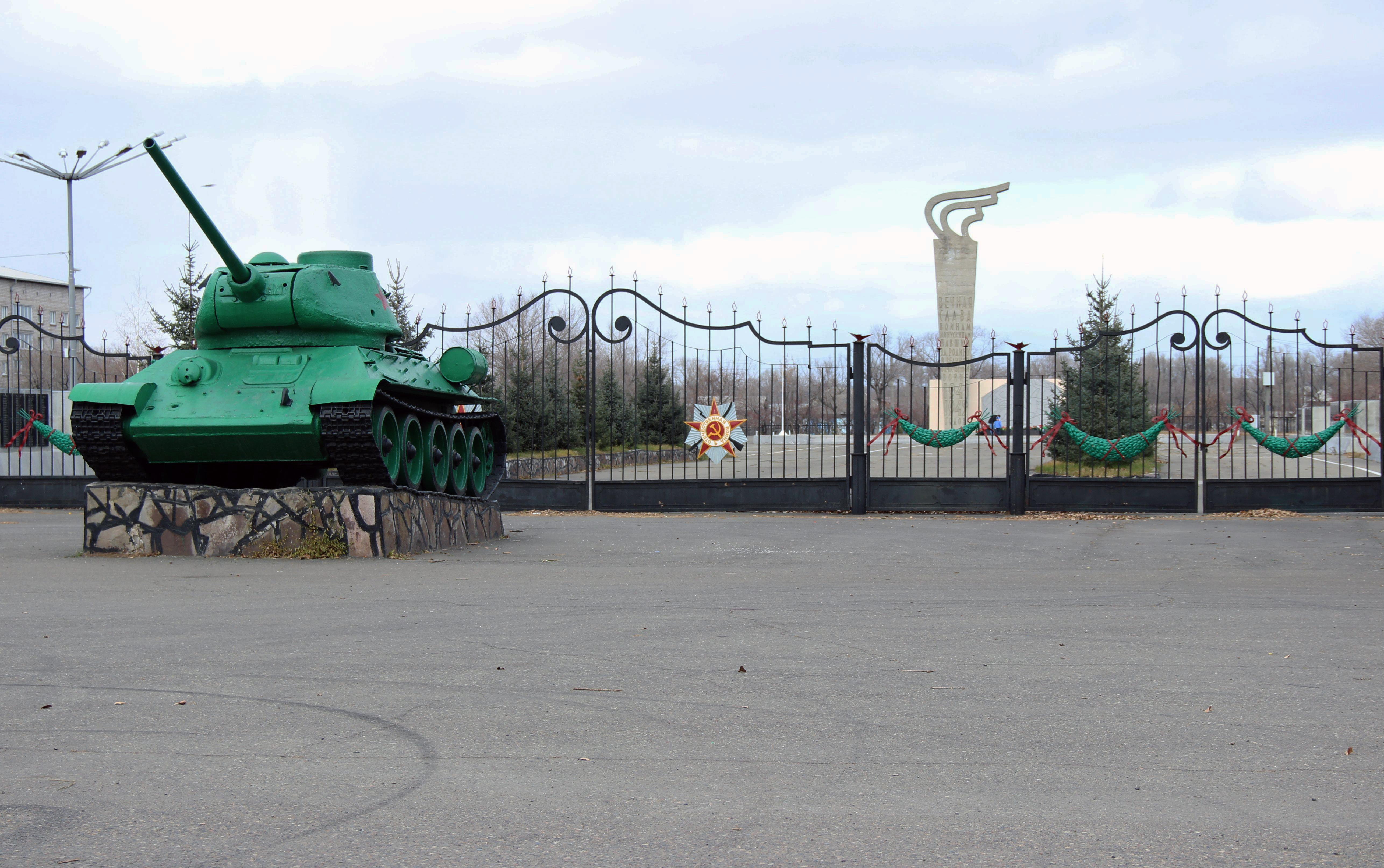
Мемориал участникам Великой Отечественной войны 1941-1945 гг. (пл. Победы)
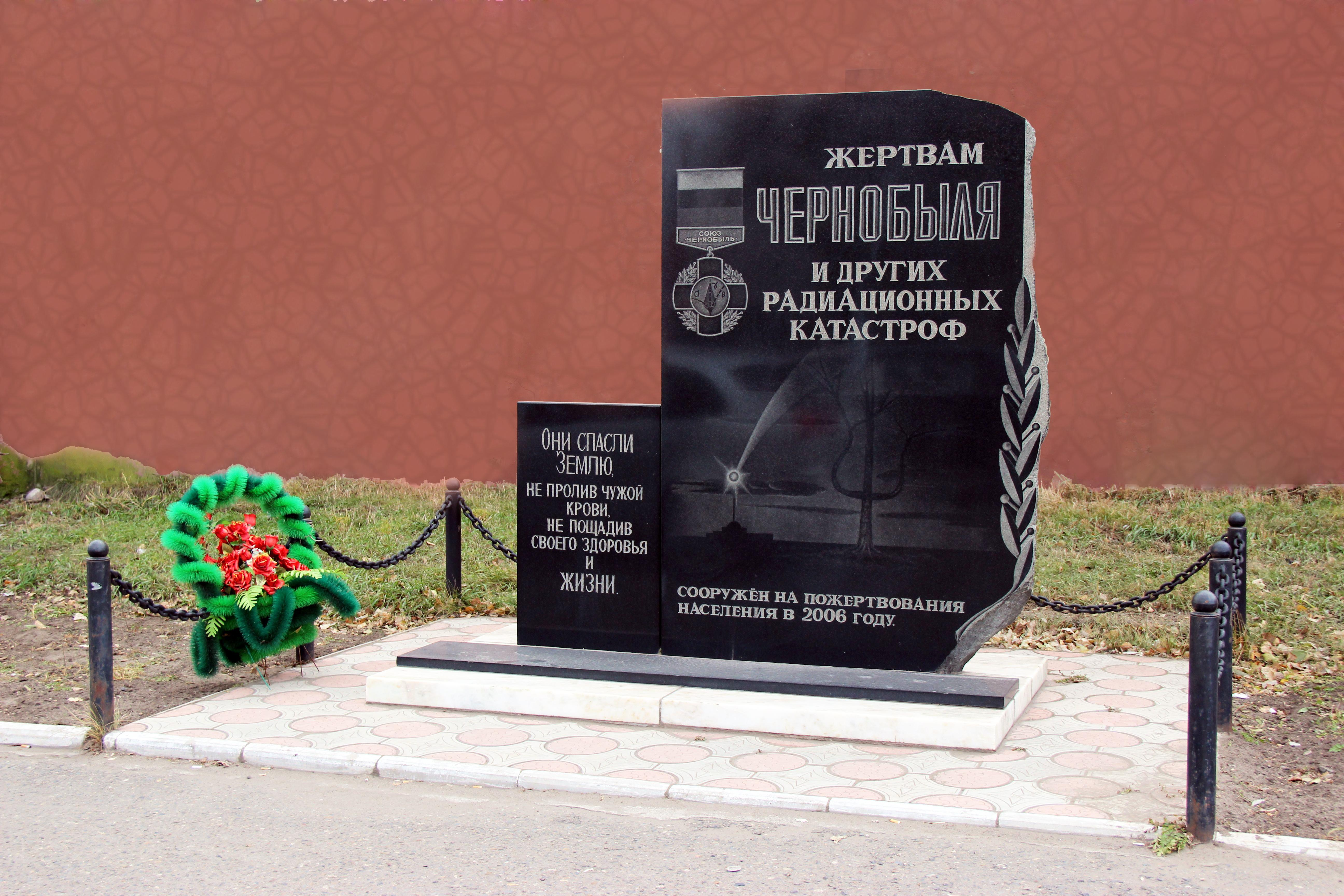
Памятный знак жертвам Чернобыля и других радиационных катастроф

## Образование
В 1935 году было открыто сельхозпрофтехучилище № 2 (с 1951 года техникум механизации и электрификации сельского хозяйства).
24 ноября 1947 года открыта культпросветшкола, в дальнейшем культпросветучилище. В настоящее время Минусинский колледж культуры и искусств.
В сентябре 1955 года начала занятия детская музыкальная школа. В 1968 году стала работать детская художественная школа.
В 1983 году появилось медицинское училище.
Число дневных общеобразовательных учреждений на начало 2000/2001 учебного года — 17.
В середине 2000-х годов имелось не более 10 библиотек, 1 кинотеатр, 5 средних специальных учебных заведений.
Действует филиал Красноярского государственного педагогического университета им. В. П. Астафьева и отделение Московского электротехнического института.

## Религия

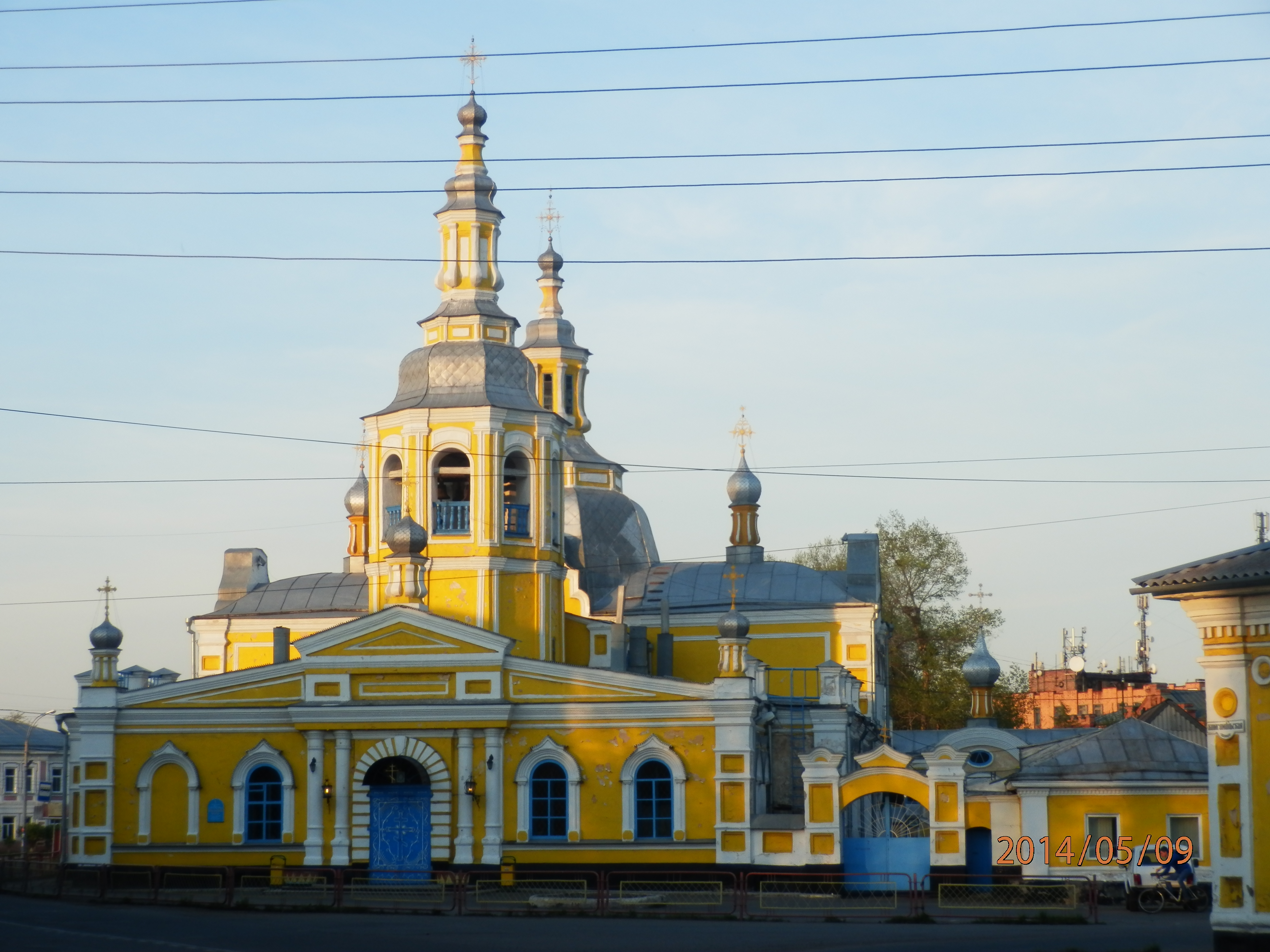
Собор Спаса-Преображения — кафедральный собор Минусинской епархии

Баптистское водное крещение, Минусинск, 1907

В Минусинске находится епархиальный центр Минусинской епархии Русской православной церкви. С 1940-х годов в Минусинске возобновлены службы в Спасо-Преображенском соборе.
В 2000-е годы в Запроточной (новой) части города освящена православная часовня святителя Пантелеимона.
В Минусинске находится один из центров российского сибирского церковного старообрядчества во главе с епископом Минусинским и Усинским.
Действует местная религиозная организация «Церковь Прославления» христиан веры евангельской (пятидесятников). Пастор М. В. Мугнецян.
В советские времена в городе располагались ссыльные католики из Польши и Литвы.
Одно из немногих религиозных сооружений на юге Красноярского края — мечеть в Минусинске. На пятничный намаз регулярно приходят 150—200 человек. В праздничные дни число мусульман достигает полутора тысяч. Возраст мечети, расположенной на улице Ленина в Минусинске, составляет почти сто лет. В советские годы сооружение передавалось под нужды детского сада, Дома пионеров. Позже его переоборудовали под общежитие. В середине 1990-х годах по решению депутатов городской думы здание было возращено сообществу мусульман Минусинска

## Промышленность
- ОАО «Электрокомплекс» — первое предприятие в СССР по выпуску высоковольтных вакуумных выключателей. Не работает с 2012 года. По состоянию на 2022 год все корпуса завода снесены.
- Завод «Геотехноцентр» — производство инновационного оборудования для геологоразведки нефти и газа. В 2000-х экспортировал продукцию в Иран и в США. Прекратил свою деятельность в 2021 году. По состоянию на конец 2022 года основная часть оборудования демонтирована.
- Минусинская швейная фабрика. Признана банкротом, производство остановилось.
- Минусинский пивоваренный завод производит пиво «Минусинское», минеральную и газированную воду.
- Минусинский пищевой комбинат выпускает печенье, пряники, торты и прочую продукцию.
- Минусинская кондитерская фабрика производит кондитерские изделия (печенье, рулеты и т. д.).
- Мясозавод «Туран» — производство колбас, деликатесов, ветчин.
- ООО "АПГ «Минал» — завод ликёроводочной промышленности, восстановленный и вновь запущенный в 2011 году. Принадлежит ПАО «Байкалфарм». Производство вновь приостановлено с 2013 года
- ОПО «Молоко» — перерабатывающее предприятие молочной промышленности.

Также в городе имеется более 100 мелких и средних предприятий лёгкой, деревообрабатывающей и пищевой промышленности, сферы строительства и транспорта. В городе работает завод прицепов «Тундра» .

## Сервис
4 гостиницы/отеля, 24 варианта апартаментов/квартир.
68 ресторанов и кафе.

## Туризм
Минусинский район находится на территории Минусинской котловины на юге Красноярского края и является широко популярным туристическим регионом. Его территория охватывает прибрежную зону реки Енисей, часть русла реки Туба и Тубинский залив при впадении в Красноярское водохранилище, а также несколько живописных мест: Тагарское озеро, которое славится своими целебными водами и пользующиеся не меньшей популярностью озёра Большой и Малый Кызыкуль, на берегу которых разместились разнообразные турбазы и гостевые дома (всего до 27 объектов). Базы отдыха в Минусинском районе охотно предоставляют туристам все необходимые услуги по организации активного досуга, водных развлечений, пляжного отдыха и рыбалки на водоемах.
В 191 км от Минусинска на автотрассе Абакан — Кызыл находится международно-признанный центр горного туризма в Западном Саяне — природный парк «Ергаки» (Время в пути на авто: 2 ч 41 мин.).
Туристический маршрут к Саяно-Шушенскому водохранилищу и Саяно-Шушенской ГЭС (к гор. Саяногорск: расстояние по трассе от Минусинска до Саяногорска 93 км. Расчетное время на автомашине составляет 1:25).
В 5 км от Минусинска находится горнолыжная база «Шишкин Лог», для занятия зимними видами спорта.

## Транспорт
Железнодорожный

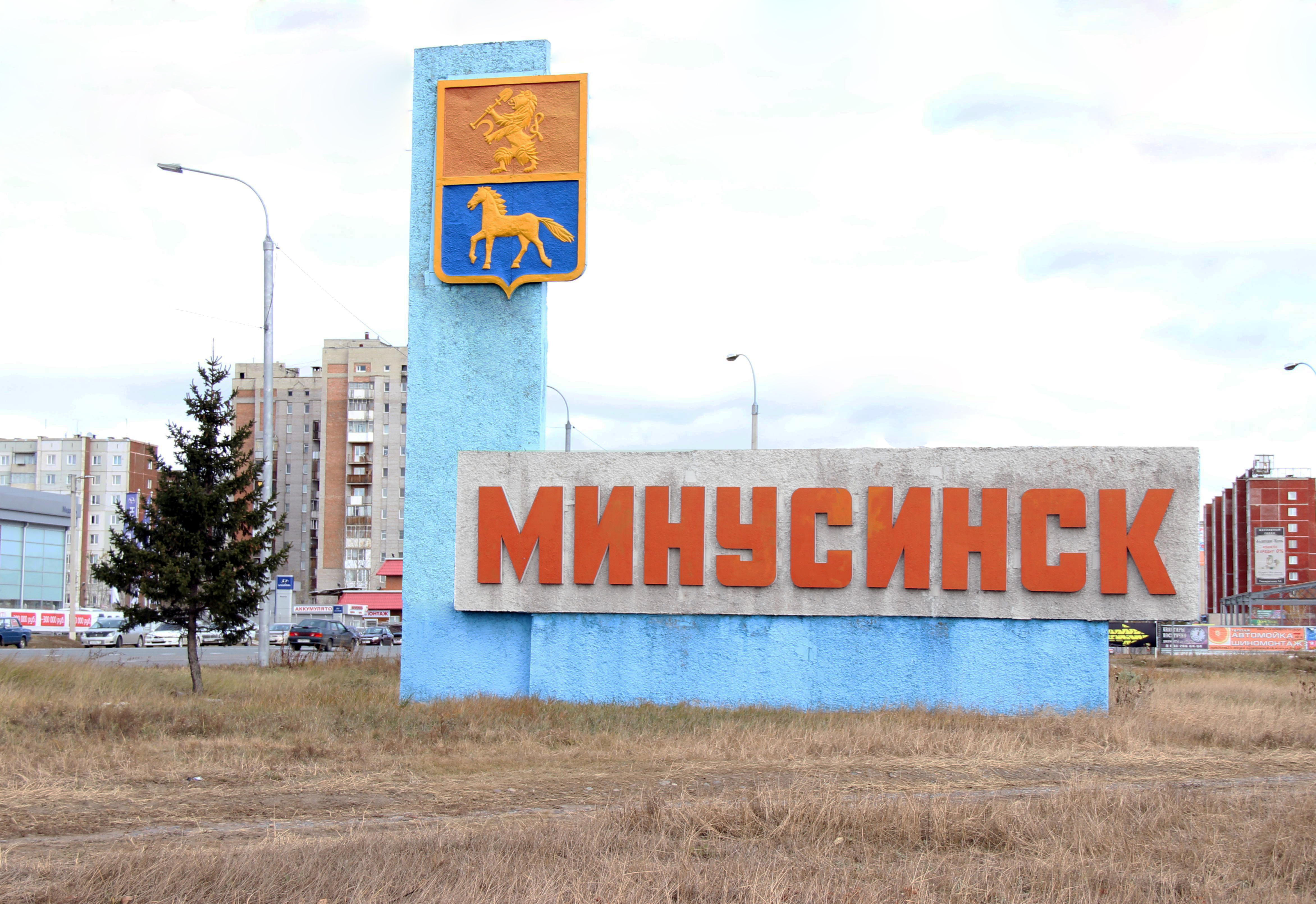
Стела на въезде в Минусинск

Вблизи Минусинска, в 12 км от него, в пос. Зелёный Бор расположена станция Минусинск на железнодорожной линии Абакан — Тайшет («Трасса Мужества»), участок ЮжСиба, по которой осуществляется регулярное пассажирское сообщение с Красноярском. Ежедневно курсирует скорый поезд Абакан — Красноярск через Саянскую. Также ежедневно курсирует электропоезд по маршруту Абакан — Кошурниково. До 2014 года курсировал пассажирский поезд Абакан — Иркутск.
Автомобильный
Расстояние Абакан — Минусинск по трассе составляет 25 км. Расчетное время преодоления расстояния между городами Абакан и Минусинск на автомобиле 17 минут. Расстояние Минусинск — Красноярск по трассе составляет 434 км. Расчетное время на автомобиле — 4 часа 11 минут. Расстояние Минусинск — Кызыл по трассе составляет 371 км. Расчетное время на автомобиле — 3 часа 29 минут. Через Минусинск проходит федеральная автодорога Р257 «Енисей», ранее Усинский тракт, связывавший Абакан и Кызыл. В городе берут начало две дороги регионального значения Минусинск — Беллык — Новосёлово (через паром) с подъездами к райцентрам Краснотуранску и Идринскому и Минусинск — Курагино — Кускун, имеющая выход на трассу Р255 «Сибирь». Имеется объездная дорога, в настоящее время почти полностью проходит через город и фактически является улицей города.
Осуществляется автомобильное сообщение с городами и районными центрами края и Хакасии Абаканом, Черногорском, Саяногорском, Шушенским, Курагино, Каратузским, Ермаковским. В городе имеется автовокзал, расположен в старой части города, с которого ежедневно ездят автобусы в Красноярск, Томск, Кызыл.
В 1950-е и 1960-е годы Минусинск называли «городом шофёров». Значительная часть трудящегося населения была занята в автогрузоперевозках и, прежде всего, обслуживанием Усинского тракта, связывающего юг Сибири с Тувой. До середины 1990-х годов в Минусинске работало более 15 автомобильных предприятий.
Водный
Ранее существовавшее крупное судоходство прекратилось в 1997 году в связи со строительством Саяно-Шушенской ГЭС, которое повлекло заиление и обмеление Минусинской протоки, что сделало её непригодной для судоходства.
До середины 1990-х существовало прямое пассажирское сообщение по маршрутам Минусинск — Абакан, Минусинск — Красноярск (Шумиха) и Минусинск — Саяногорск (Сизая).
Ныне через речной Абаканский порт можно осуществить плавание по Красноярскому водохранилищу до Дивногорска.
Воздушный
Воздушное сообщение осуществляется через ближайший аэропорт Абакан, гражданский международный аэропорт, который находится в Абакане, в 30 км от Минусинска. В 1980-е годы, благодаря введению в строй взлётно-посадочной полосы в пригороде Минусинска с 15 ноября 1984 года осуществлялось регулярное авиасообщение по маршруту Красноярск — Минусинск. В начале 1990-х годов аэропорт был закрыт, на его месте открыто Новое городское кладбище.

## Экология
С конца 2010-х годов в городе сложилась тяжелая экологическая обстановка из-за задымленности воздуха. Основной источник дыма — печное отопление, для которого жители используют самый дешёвый уголь. Отопление от электричества и сжиженного газа для большинства населения слишком дорого. Для отопления электричеством требуется и модернизация электросети города.

## Средства массовой информации
Первая типография открылась в Минусинске в 1888 году. В 1906 году в Минусинске выходит первая газета «Телеграф и почта» (до 1917 года в Минусинске выходило несколько газет, в частности, «Минусинский край» и «Минусинский листок»). В 1917 году Минусинский комитет РСДРП издавал газету «Товарищ». Редактором газеты был Д. С. Русин.
В настоящее время в городе издаются и вещают:
- газета «Власть труда» (выходит с 24 апреля 1922 года. Тираж 1-го номера — 600 экземпляров. С 1962 года выходила под названием «Искра Ильича». В 1985 году её тираж составил 22 000 экземпляров),
- Информационная программа «ТОН»,
- минусинский городской сайт «Среда 24».
- минусинский новостной портал «Взгляд Инфо».

Радиостанции
- 87,5 FM — Радио Шоколад
- 88,0 FM — Радио Рекорд
- 88,8 FM — Радио Пи FM
- 90,2 FM — Такси FM
- 103,2 FM — Новое Радио
- 105,0 FM — Comedy Radio
- 107,9 FM — Радио России / ГТРК Красноярск

## Спорт
Стадионы «Строитель» и «Электрон».
Самый популярный вид спорта в Минусинске — дзюдо. Также развиты бокс, греко-римская борьба, лёгкая атлетика, тяжёлая атлетика, велоспорт, скалолазание, художественная гимнастика, футбол, волейбол, хоккей, спортивное ориентирование, киокушинкай карате, тхэквондо, кендо, регби.
До 2009 года в городе работала специализированная детско-юношеская школа олимпийского резерва (СДЮШОР) по дзюдо.
Работает детско-юношеская школа олимпийского резерва по лёгкой атлетике.
В МБУ «МЦ „Защитник“» с 2014 года есть скейт-парк, работает муниципальная флагманская программа Х-Спорт Минусинск, Паркур (parkour), Фриран (Free running), Трикинг (tricking), BMX (Freestyle BMX).
С 3 февраля по 9 марта 1986 года в Минусинске проходила VI зимняя Спартакиада народов СССР.

## Города-побратимы
- Норильск, Красноярский край[42]
- Ивье, Беларусь[43]
- Кызыл, Тува
- Кисловодск, Ставропольский край

## День помидора
День минусинского помидора — проводящийся с 2004 года традиционный праздник Минусинска и Минусинского района, проходит в конце лета. В этот день проходит концерт, карнавальное шествие, выставка цветов, работают плодоовощные и цветочные проспекты и большая сельскохозяйственная ярмарка. Финалом Дня минусинского помидора становится награждение победителя конкурса на самый большой помидор. Ежегодно в нём участвуют более ста овощеводов. С 2005 г. главной наградой победителю является автомобиль, приобретаемый за счет спонсорских средств. Число зрителей праздника достигает 10 тысяч человек
.
Томат-рекордсмен 2011 года имел вес 2146 г. Рекорд был побит в 2024 году. Вес томата составил 2735 г. По традиции кульминацией праздника стало награждение садоводов, вырастивших самые крупные помидоры.

## Минусинский инвестиционный форум (МИФ)
МИФ — деловое мероприятие проводящийся с 2018 года. За это время в рамках форуме заключено более 30 соглашений с представителями бизнеса о реализации социально-экономических мер по развитию территории города Минусинска.19 августа 2022 года в Минусинске в рамках празднования Дня Минусинского помидора 2022 состоялся V Минусинский инвестиционный форум (МИФ`22) «Сложности, особенности, и возможности развития Юга Сибири в условиях сложившейся экономической ситуации». Форум был организован Отделом — центром муниципального управления — проектным офисом администрации города Минусинска, под руководством экс-заместителя Главы города Минусинска по экономике и финансам — инвестиционным уполномоченным Э. К. Веккессером.
Участие в Форуме приняли около 300 человек — представители региональных органов власти, крупных предприятий и организаций, МСП и бизнеса юга края и города Минусинска, социальные предприниматели и некоммерческие организации, молодежь города, а также аналитики и эксперты. В юбилейном форуме впервые стартовала работа Молодёжной площадки, на которой активное участие приняли представители школ и СУЗов города.
Ключевыми темами Форума стали: сложности развития экономики Юга края, перспективы развития экономики, развитие туризма и включение города Минусинска в большое «Саянское кольцо», финансовая грамотность, кадровый потенциал и возможности построения карьеры для молодежи, а также перспективы развития молодых людей в современных реалиях, роль человеческого ресурса в направлении развития современного города. На основании материалов работы Форума, прошедшего в г. Минусинске 19 августа 2022 года по направлению развития локальной экономики юга края и туристического комплекса были предложены организационный комитет предлагает нижеследующие решения:
По направлению «Перспективы развития молодежи юга края».
— Стимулировать молодежь для участия в форумных компаниях Росмолодёжь для повышения кадрового потенциала юга края и привлечь инвестиции, как для проектной деятельности, так и для реализации проектов на территории Красноярского края и города Минусинска.
— Разработка и внедрения паспорта компетенций волонтера как приложение к резюме.
— Повышения финансовой грамотности как фактора благосостояния молодёжи среди школьников.
— Интеграция работающей молодежи в программы
По направлению «Перспективы развития локальной экономики южных территорий Красноярского края».
— Развитие событийного и гастрономического туризма в южных территориях Красноярского края, инфраструктуры туристическо-рекреационных зон.
— Привлечение инвестиций в развитие агропромышленного комплекса с учётом природно-климатических условий.
— Повышение роли сельского хозяйства в развитии локальной экономики юга края.
По направлению «Перспективы развития и проблемные вопросы в сфере туризма на южных территориях Красноярского края».
— Привлечение грантовой поддержки по развитию «сельского туризма» в Красноярском крае.
— Использование государственной поддержки участников туристическо-рекреационного территориального кластера Красноярского края. 
— Разработка концепции развития музейного комплекса города Минусинска как фактора культурного и исторического туризма.
— Привлечение инвестиционных возможностей международного партнёрства в туристской сфере, в том числе привлечение азиатского-тихоокеанского рынка туристов.
— развития инфраструктуры города Минусинска и юга Красноярского края для возможности построения туристических маршрутов для людей с ограниченными возможностями.

## Опорный город Красноярского края
В 2024 году Минусинск включен в число опорных городов края, уже разработан и утвержден комплексный план его социально-экономического развития.

## Известные люди, связанные с Минусинском
Минусинск был местом политической ссылки 11 декабристов, писателя и фельетониста Александра Амфитеатрова, ближайших соратников В. И. Ленина Е. Д. Стасовой, Л. Б. Каменева, И. Смилги.
В Минусинске родились и выросли нарком связи СССР и начальник вооружений РККА Иннокентий Халепский, писатель Александр Бушков, оперная певица Любовь Попова, чемпион мира 2013 года по прыжкам в длину Александр Меньков, популярный актёр Виктор Хориняк, боксёр-профессионал, заслуженный мастер спорта России, чемпион мира в тяжёлом весе — Марк Петровский.
В Минусинске жили и работали архиепископ Минусинский и Усинский Димитрий (Вологодский), член-корреспондент Академии наук СССР историк А. И. Яковлев, писатели Василий Ян, Алексей Черкасов, Сергей Сартаков, Роман Сенчин, Сергей Круглов, популярные киноактёры Леонид Оболенский и Андрей Панин, театральный режиссёр Валерий Пашнин, религиозный проповедник Виссарион, геолог и краевед Владимир Ковалёв, основатель Минусинского театра Николай Ярцев, известные политики Анатолий Кекин и Михаил Зенченко.

## Минусинск в произведениях литературы и искусства
- В мемуарах поляка А. Ф. Оссендовского «И звери, и люди, и боги» (1922), где повествует о своих приключениях в Сибири и Монголии, охваченных гражданской войной. В России, книга впервые издана в 1994 году.
- В романе «Золотой теленок» И. Ильфа и Е. Петрова «малоразработанный Минусинск» упоминается в сцене раздела территории России между «сыновьями лейтенанта Шмидта».
- В романе А. Н. Черкасова «Хмель» (1963: трилогия «Сказание о людях тайги») действие частично происходит в Минусинске (у Дома Вильнера, в доме доктора Ивана Гривы на дюне, на берегу Минусинской протоки, напротив пристани), на Тагарском острове (в саду доктора Гривы), в Белой Елани (Подсинее), в Малой Минусе. События разворачиваются между 1870-ми и 1910-ми годами.[46]. По мотивам одной из сюжетных линий романа А. Н. Черкасова снял свою «народную эпопею из раскольничей жизни»[47] — 4-хчасовой художественный фильм «Хмель» (1991, Ленфильм) режиссёр-сибиряк, боготольский уроженец Виктор Трегубович (последняя работа режиссёра).
- В сцене, снятой у Спасо-Преображенского собора в приключенческом художественном фильме «Конец императора тайги» режиссёра Владимира Саруханова (Киностудия им. М. Горького, 1978).
- В спектакле-дилогии «Хмель» (постановка В. П. Пашнина) Минусинского драматического театра. Спектакль удостоен Государственной премии РСФСР имени К. С. Станиславского за 1986 год.
- В художественно-документальном фильме «Грех нераскаянный» (1992, Ленфильм) автора-режиссёра Юрия Афанасьева-Широкова — уроженца Минусинска. Фильм основан на живых воспоминаниях о трагических событиях в городе в 1930-е — 1940-е годы участников и очевидцев репрессий сталинской эпохи, их детей (https://www.youtube.com/watch?v=BCk0DKbmy34)[48]. Продолжением фильма является киноэтюд «Минь-юса» (1992)[49].
- В повести Р. В. Сенчина «Минус» (2001) художественно и натуралистически точно рассказывается о быте и интересах провинциальной сибирской молодёжи в «смутное время» середины 1990-х годов, на примере социально и материально бедствующих и неприкаянных, приехавших в Минусинск из других городков и посёлков Сибири и проживающих в рабочем общежитии в Запроточной части города. Представлена закулисная жизнь в Минусинском драм. театре тех лет[50].
- В романе Олега Мазурина «В ходе ожесточенных боев» издательство «YAM Publishing» (Саарбрюкен, Германия, 2012).
- Летом 2022 года съемки игрового художественного телесериала  «Красный Яр» проходили в том числе в Минусинске. Премьерный показ 8-ми серий прошёл на канале НТВ с 30 января по 2 февраля 2023 года.
- В августе 2023 года, в дни празднования главного городского торжества - Дня Минусинского помидора, на фоне исторических зданий и улиц Минусинска (Дом Вильнера, Музей им. Н.М.Мартьянова, др.) происходили киносъёмки актёрских сцен одной из серий  игрового художественного телесериала "Невский" (7-й сезон) с участием в массовых сценах минусинцев-горожан. Премьерный показ 30-ти серий седьмого сезона прошёл на канале НТВ с 7 по 25 октября 2024 года (https://rutube.ru/video/e5b1d0f2276d8459c43a58911dca2d64/).

## Имя Минусинска на картах городов
Минусинская улица (кроме самого Минусинска, где улица названа в честь реки Минусинки) есть в следующих городах:
- Москва,
- Калининград,
- Казань,
- Самара,
- Астрахань,
- Улан-Удэ,
- Чита,
- Хабаровск,
- Прокопьевск (Кемеровская область),
- Анжеро-Судженск (Кемеровская область),
- Абакан,
- Черногорск (Республика Хакасия),
- Красноярск,
- Ужур (Красноярский край),
- Ачинск (Красноярский край),
- Канск (Красноярский край),
- Алматы (Казахстан),
- Днепр (Украина),
- Горловка (Украина).

Кроме того, Минусинский переулок есть в Перми, Иркутске, Ужуре, Хабаровске и Днепре. В Астрахани Минусинских переулков три (Минусинский, 1-й Минусинский, 2-й Минусинский).